# ييرادو كريكوريان
ييرادو كريكوريان ( بالأرمنية Երատոյ Գրիգորեան ) إعلامية سورية ومعدة ومقدمة برامج في التلفزيون السوري من أصل أرمني من مواليد مدينة حلب، تلقت دراستها الثانوية في الثانوية المركزية الخاصة بحلب، ونالت إجازة في اللغة الإنكيلزية وآدابها من جامعة حلب كلية الآداب والعلوم الإنسانية قسم اللغة الأنكليزية.

## حياتها المهنية
تعتبر أن الحظ نقلها من التدريس إلى الإعلام إذ عملت في التدريس من عام 1982 إلى 1988 بمدرسة الطليعة الخاصة (دمشق) حيث كانت تعمل على تجهيز الأوراق اللازمة لقبولها في جامعة دمشق كمعيدة بكلية الآداب إلاَّ أنَّها فضلت أن تخوض تجربة الإعلام بدلاً عن التدريس.
تقدمت إلى تجارب تقديم نشرات الأخبار ولكن إدارة الهيئة العامة للإذاعة والتلفزيون فضلت أن تقدم برامج منوعات نظراً لإطلالتها وابتسامتها المتميزة أمام الكاميرا وكانت أول إطلالة لها عبر التلفزيون سنة 1988 ببرنامج Land Day على القناة الثانية الأرضية، حيث كانت المذيعة الأولى والوحيدة وقتها، وبقيت فيها حتى سنة 2007.
Rainbow كان البرنامج الأول الذي يعرض على الهواء مباشرة في تاريخ التلفزيون السوري إذ قدمت ييرادو البرنامج مباشرة وكانت تستقبل اتصالات المشاهدين وبريدهم الإلكتروني وتحاورهم حول الوسيقى التي يودون سماعها أو إهدائها.
Sport Magazine و Letters and Songs كانا أوائل البرامج التي أعدتها وقدمتها إلى جانب تغطيتها لمئات النشاطات من خلال برامج وتغطيات خاصة، كما أنها تميزت ببرامجها في الأعياد كالميلاد، الفصح، شهر رمضان المبارك وعيدي الفطر والأضحى بالإضافة إلى برنامج آخر المشوار والذي لاقى حينها إقبالاً واسعاً وصنف ضمن البرامج الأكثر مشاهدة.
قدمت برنامج Sound of Music على القناة الأولى من عام 2007 إلى 2011 أي بداية الحرب السورية.
انضمت في عام 2007 وحتى عام 2018 إلى مديرية الإعلام الخارجي كمعدة ومقدمة برامج وحوارات وأفلام وثائقية وأخبار سياسية واقتصادية باللغة الإنكليزية، لتنتقل بعدها إلى نشرة الأخبار الرئيسية في عام 2011 على الفضائية السورية.
قدمت عدد من الأفلام الوثائقية ومن أبرزها:
- السلسلة الوثائقية الكنائس الأرمنية في سورية
- الجريمة العظمى
- على خطى بولس
- القديسة البتول
- القديس يوحنا الدمشقي

### مناصب ومهام
مراسلة التلفزيون السوري إلى محطة السي إن إن الأمريكية لبرنامج تقارير من العالم /1998 – 2011/
رئيسة شعبة المذيعات في القناة الثانية للتلفزيون السوري ومن ثم نائب مدير الإعلام الخارجي في التلفزيون السوري حتى عام 2018
المستشارة الدبلوماسية والإعلامية ومديرة المركز الإعلامي للمجلس القانوني الأممي العربي الأرمني /2014 – 2018/
رئيس تحرير موقع المركز الإخباري باللغة الإنكليزية وصفحتها على مواقع التواصل الاجتماعي /2013 – 2018/
رئيس تحرير صفحة مديرية الإعلام الخارجي بالتفزيون السوري على مواقع التواصل الاجتماعي باللغة الإنكليزية /2015 – 2018/
مدير التحرير في وكالة الأخبار السورية والمجلة المتلفزة "الحدث العربي الدولية"

### محطات بارزة
أعدت وقدمت حوارين باللغة الأرمينية مع قداسة كاثوليكوس عموم الأرمن كاريكين الثاني أثناء زيارته الرسمية إلى سوريا عام 2010 وآخر في جمهورية أرمينيا عام 2014.
أعدت وقدمت لقاء باللغة الأرمينية مع رئيس برلمان جمهورية أرمينيا أثناء زيارته الرسمية إلى سوريا عام 2010.
سافرت مع الرئيس السوري بشار الأسد إلى أرمينيا في عام 2009 وفي عام 2012 كرمتها وزارة الثقافة الأرمينية بميدالية ذهبية على ما قدمته لسورية من إبداع.

## وصلات خارجية
- لقاء خاص مع سعادة سفير جنوب افريقيا شون بينيفلدت
- السلسلة الوثائقية: رمضان